# Banque nationale pour le commerce et l'industrie
Banque nationale pour le commerce et l'industrie var en fransk bank i Paris, bildad genom rekonstruktion av Banque nationale de crédit.
Senare uppgick även två mindre banker i Banque nationale pour le commerce et l'industrie. Den var en av de fyra storbanker som förstatligades 1946. År 1966 fusionerades banken med Comptoir national d'escompte de Paris och bildade Banque nationale de Paris.